# アンジェリーナ・ジョリー
アンジェリーナ・ジョリー（Angelina Jolie, 出生名: Angelina Jolie Voight, 1975年6月4日 - ）は、アメリカ合衆国の女優、映画プロデューサー、ファッションモデル。
日本でジョリーと紹介される事が多いが、ジョウリーと表記されることもある。日本の芸能誌の間では「アンジー」の愛称が主に用いられている。

## 生い立ち
出生
アメリカ合衆国カリフォルニア州ロサンゼルス出身。父はスロバキアおよびドイツ系アメリカ人俳優のジョン・ヴォイトで、母はフランス系カナダ人とイロコイ族（ワイアンドット族）の血をひく女優のミシェリーヌ・ベルトラン。生後間も無い1976年に両親が別居するとジョリーは兄弟と共にニューヨークへ移住。幼少の頃から母と共に映画に親しみ、演技に対する興味を示し始めた。1982年には父が主演する映画『大狂乱』で親子共演を果たした。
演技方法の習得と絶望の思春期
生後間もない1976年に両親が別居した後、ジョリーと兄は母親に引き取られた。母親は演技の仕事に関わる夢を捨て、子育てに専念した子供のころは母親とよく映画を見に行き、このことが後に演技に興味をもつきっかけとなり、父親（ジョン・ヴォイト）の影響は全くなかったと語っている。6歳の時に、母親と義理の父親であるビリー・デイ（映画制作者）はニューヨーク州に引越し、5年後にカリフォルニア州のロサンゼルスに戻った。その時に彼女はリー・ストラスバーグ演劇学校に入学し、2年間演技を学び、いくつかの舞台作品に出演した。
14歳の時に演劇学校を辞め、将来の希望を葬祭ディレクター（アメリカでは、葬儀のコーディネートをし、遺体の保存、埋葬、火葬などに関わるプロフェッショナル。短大または4年制大学の学歴が必要で、モーチュアリーサイエンスの知識が要求され、全国試験を受け州ごとにライセンスを獲得しなければならない）とした。その後ファッションモデルになり、主にロサンゼルス、ニューヨーク、ロンドンで働いた。この時期にまた、常に黒の衣装を身に纏い、ナイフプレイを試みたり、同棲相手とモッシュに出掛けたりし、学業に復帰するまでに2年の時間を要した。その後ジョリーは、母が住む家から僅か数ブロックだけ離れたガレージの上にあるアパートメントを借り、高等学校を卒業した後、再び演劇の分野に復帰した。この頃についてジョリーは「私は今でも…そしてこれからも…心の中では、刺青をしたつまらない子供に過ぎません」と表現している。
ジョリーは10歳代から20歳代の初期にかけて自殺傾向のある鬱状態に悩まされた。彼女の母親の収入は少なく、つつましい生活であったので、彼女は裕福な家庭からの学生の多いビバリーヒルズ高等学校の中で孤立したように感じ、さらに、ジョリーが極端に痩せていたことや、眼鏡、歯列矯正の器具などを着用していたことで他の生徒からからかわれるということもあった。彼女は他の人達と心を開いて付き合うことに困難を感じ、その結果、自傷行為を始めた。当時のことをジョリーは「ナイフで自分を傷付けると生きているという実感が沸き、開放感に満たされ、なぜか癒しのようにを感じるのです」と振り返っている。

## キャリア

### キャリアの始まり
ジョリーは14歳でアメリカとヨーロッパを基点にファッションモデルを始めた。その一方で幾つかのミュージック・ビデオに出演。先述の通り16歳で演劇を再度学び始め、ドイツ人のミストレス役で舞台デビューを飾った。兄が製作した学生映画への出演を経て1993年、低予算ながら映画初出演を果たす。1995年、『サイバーネット』で映画初主演。興業収入こそ精彩を欠いたものの、ジョリーの存在感と演技は『ニューヨーク・タイムズ』において絶賛を博し、同作品はソフト化されてからカルト映画として再評価された。

### 女優としての飛躍 - トップスターへ
その後も多数の作品でキャリアを重ね、次第に賞レースにもその名が挙げられるようになった。そしてジョリーの評価を決定付けたのは1998年放映のテレビ映画『ジーア/悲劇のスーパーモデル』での演技である。エイズとドラッグにより短い生涯を終えた実在のモデル、ジア・キャランジを演じたジョリーはこの作品で数多くの賞とノミネートを受けた。さらに翌1999年の『17歳のカルテ』でアカデミー助演女優賞を受賞。実力派女優としての地位を確立したものの、時を同じくしてジョニー・リー・ミラーとの離婚を中心とした親族との不和が先行したきらいがあった。
しかし2000年、ヒロイン役として出演した『60セカンズ』が興行的に大成功を収めると、翌2001年に出演した人気テレビゲーム『トゥームレイダー』の実写化作品で、過酷なトレーニングで武道を習得した末に主人公のララ・クロフトを演じ、映画評論家から「ジョリーはクロフトを演じるために生まれてきた」と評されるなど絶賛を博し一躍世界的な人気を獲得した。しかしジョリー自身はオファーの際に、ララ・クロフトの画像を目にした瞬間、余りに醜悪で筋肉質な容姿に拒絶反応を起こし即座に断った。1作目のララ像については「超ミニのホットパンツをはいたバカ女」と評し脚本家と口論となったことを激白。だが、続編のララ像には満足しているようで、「今では、ララは特別な友達みたいに思える」と語っている。
その後も『Mr.&Mrs.スミス』で記録的な興行収入をあげるなど、30代前半にしてアメリカでもトップクラスのマネーメイキングスターとして活躍を続けている。

### 監督としての活動

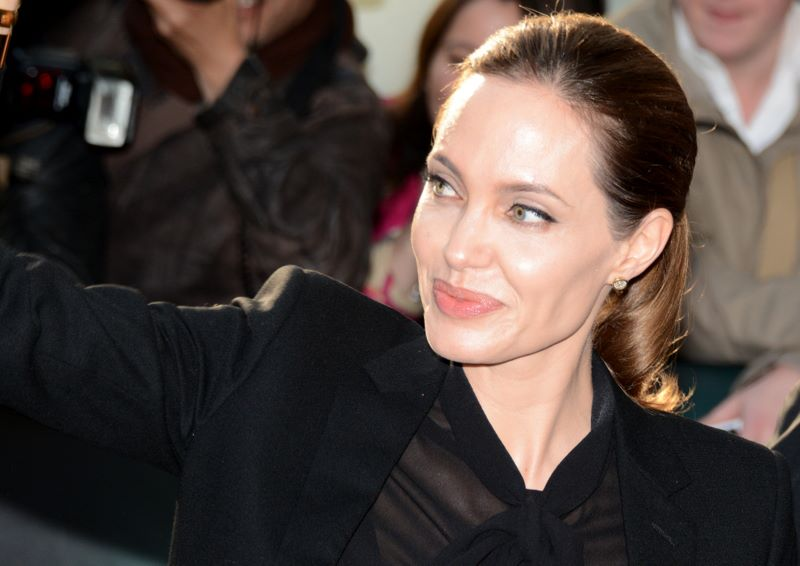
カンヌ映画祭にて (2013年)

2011年にはボスニア・ヘルツェゴビナ紛争を題材とした映画『最愛の大地』で監督としてデビュー。ルイ・ザンペリーニの伝記を映画化した監督二作目『不屈の男 アンブロークン』は第二次世界大戦の渦中、ルイが日本軍の捕虜となり、軍からの虐待に耐え続けるといった内容であったため、日本国内で物議を醸した。
2020年11月19日、ジョリーがドン・マッカランの伝記映画『Unreasonable Behaviour』を監督することが発表された。脚本は『ベルファスト71』を執筆したグレゴリー・バークが務める予定。

## 慈善活動と子供たち
2000年の映画『トゥームレイダー』の撮影で、ロケ地のカンボジアを訪れたことをきっかけに、人道問題に興味を持つ。撮影が終わってから、UNHCRの職員とともに人道支援の現場に赴き、国際的支援を精力的に訴え、本格的に慈善活動を始めた。2001年UNHCR(国連難民高等弁務官事務所)の親善大使に任命される。その後、40ヶ所以上の人道支援の現場に足を運び、避難民の現状を訴えてきた。2012年4月には、この熱心な活動が評価され、第10代国連難民高等弁務官であるアントニオ・グテーレスにUNHCRの特使に任命されている。
結果的に難民高等弁務官事務所大使としての活動は、2022年まで続けることとなった。

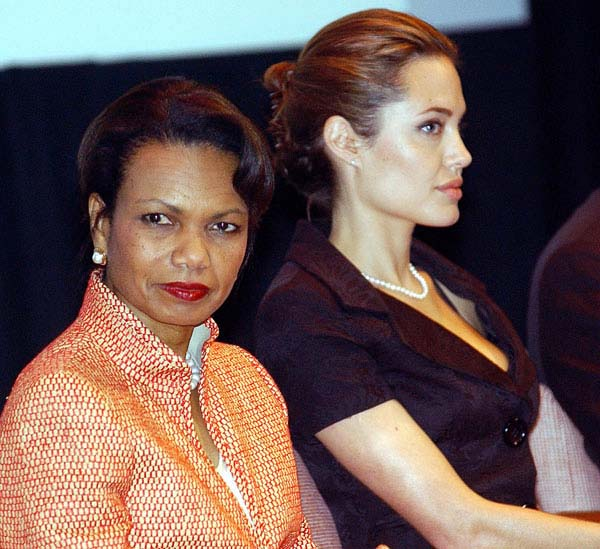
コンドリーザ・ライス国務長官（当時）と (2005年)

慈善活動の一環として、2002年3月にカンボジア人の男児（マドックス・チヴァン）、2005年7月にエチオピア人の女児（ザハラ・マーレー）、2007年3月にベトナム人の男児（パックス・ティエン）をそれぞれ養子として引き取る。2006年5月には、ナミビアで俳優ブラッド・ピットとの間の実娘、シャイロ・ヌーベルを出産した。ちなみに「シャイロ」は「救世主」「幸福なもの」という意味があり、ジョリーの実兄につけられるはずだった名前である。2008年7月12日にフランス南部のニースで男児（ノックス・レオン）と女児（ヴィヴィアン・マーシェリン）の双子を出産。
2006年には出産した娘シャイロの初公開写真の掲載権を米『ピープル』誌と410万ドル、英『ハロー』誌と350万ドルで契約し、慈善事業へ契約金を寄付した。2008年も同じく出産した双子ヴィヴィアンとノックスの写真の契約金を慈善事業へ寄付することを条件に『ピープル』誌と『ハロー』誌と契約した。この時の契約金は1100万ドルから1400万ドルと推定されている。なお『ピープル』誌の写真掲載に関連して『ニューヨーク・タイムズ』は11月21日付けの一面に「Angelina Jolie’s Carefully Orchestrated Image（アンジェリーナ・ジョリーの入念に練り上げられたイメージ）」という記事を掲載。ジョリーが家族の写真やインタビュー掲載と引き換えに『ピープル』誌に好意的な内容を書くよう求めるなど巧妙にマスコミ対応しているとの批判的な内容だったが、記事に対して『ピープル』誌発行元のタイム社は写真購入による編集への介入行為はないという声明を出して反論。また、堅い記事で信頼を得ていた高級紙『ニューヨーク・タイムズ』がこのような記事を掲載したことに読者からは「まるでタブロイドのようだ」という落胆の声が多く、同紙電子版にある読者コメント欄には『ニューヨーク・タイムズ』が娯楽雑誌である『ピープル』誌を報道機関と混同している等の批判的なコメントが相次いだ。
2009年6月、『ピープル』誌によると、ジョリーとピットのチャリティ組織“ジョリー・ピット基金”がパキスタンの難民救済のため100万ドル（約9,800万円）を国連難民機関に寄付した。ジョリーは過去に3回パキスタンを訪れており、住むところがなくなった人々を救うために使ってほしいと今回の寄付をした。
2009年10月、アメリカのチャリティー団体The Giving Back Fundが2008年の「寄付額が最も多い有名人」のランキングを発表し、ジョリーとピットがハリケーン・カトリーナで壊滅的状況に陥ったニューオリンズの再建やエチオピアやイラクの子どもたちに総額で1,340万ドル（約12億円）を寄付して2位にランクインした。
2009年11月、『ハリウッド・リポーター』によると、ジョリーとピットの2008年の寄付金総額は680万ドル（約6億1200万円）だったという。2人が設立したジョリー・ピット基金の2008年度の納税通知書によると、同基金の収益は1300万ドル（約11億7000万円）でその半分以上をさまざまな団体に寄付したといい、世界中の病気を減らすことを目的としている団体The Global Health Councilは同基金から200万ドル（約1億8000万円）を受け取り、ピットが創設したチャリティー団体Make It Right FoundationとHuman Rights Watchもそれぞれ1万ドル（約9,000万円）を受け取ったという。さらにThe Armed Services YMCA of the US Army、ピットの地元スプリングフィールドの学校、息子マドックスの母国カンボジアの団体などもジョリー・ピット基金から寄付を受け取っているという。
2009年12月、『ピープル』誌によると、アメリカの養護施設団体“アメリカン・SOS・チルドレンズ・ビレッジ”に10万ドル（約900万円）を寄付した。この団体はイリノイ州とフロリダ州にある養護施設で現在は300人ほどの子どもたちが暮らしている。ジョリーは「孤児や捨て子を育て、家族をバラバラにしないSOSのすばらしい活動をわたしたちはこの目で見ました。SOSビレッジでは一定の年齢になったからといって子どもが放り出されることはありません。職業訓練、高等教育、生活の手助けなど、すべての援助を永遠に与え続けてくれる場所です」とコメントしている。SOS・チルドレンズ・ビレッジは孤児や捨て子を支援する世界最大のNPOで、132か国で500のビレッジが存在している。

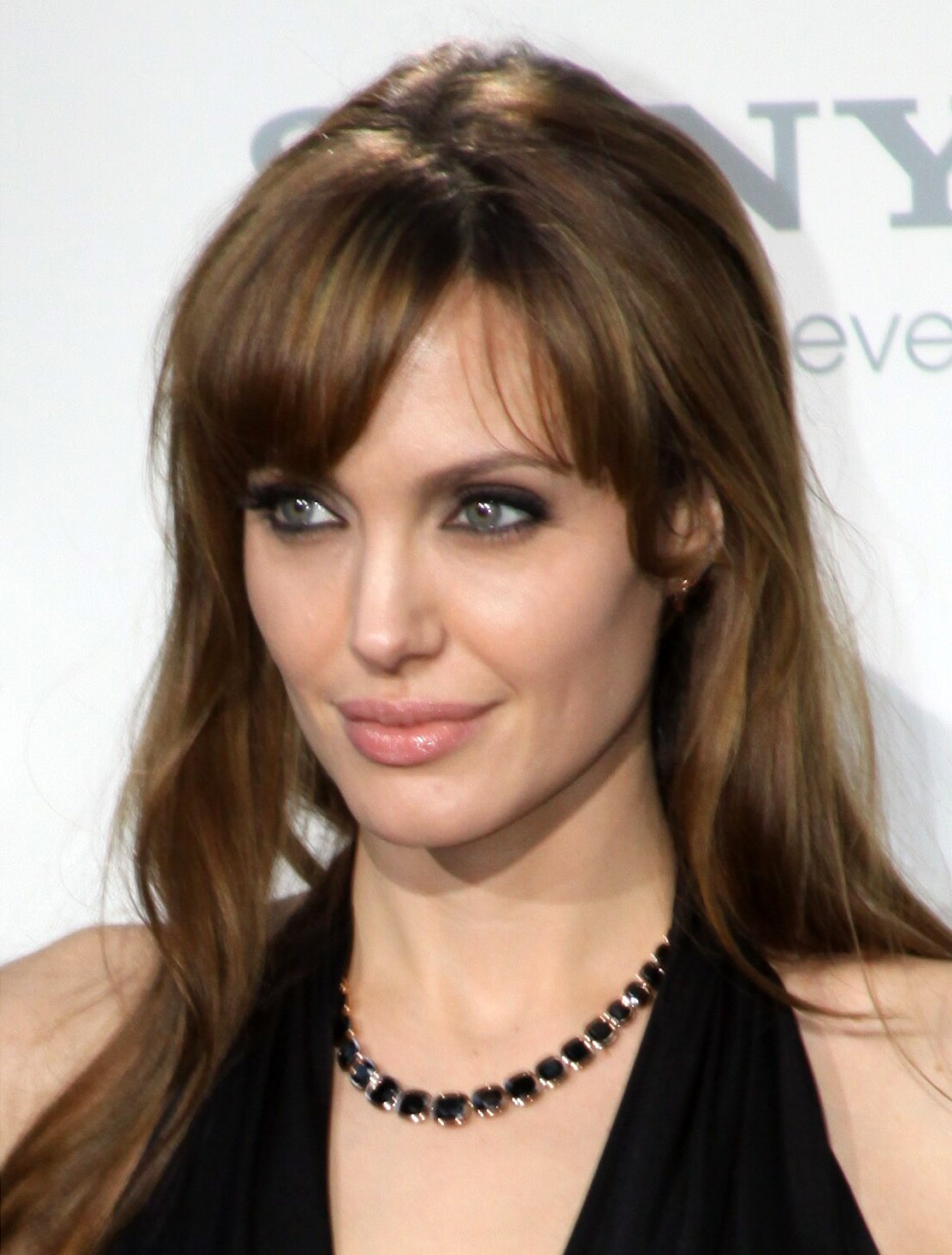
ドイツ・ベルリンにて (2010年)

2010年2月、先の大地震に見舞われたハイチの隣国ドミニカ共和国の首都、サントドミンゴにある病院を訪問し、ハイチから避難してきた被災者たちと面会。その後、ハイチへ移動し、国連ハイチ安定化派遣団を訪問した。また、パートナーのピットとともに100万ドル（約9,000万円）を国境なき医師団へ寄付している。なお、ハイチを訪問中にCNNのリポーターから「ハイチからは、養子をとらないのか」と尋ねられ、「いいえ、今われわれは、そのためにここにいるのではないのです。わたしたちは養子を受け入れる準備はあります。ブラッドとそのことも話しますが、それはここで考えることではありません」と強い口調で反論したと伝えられている。近年、ハイチでは生き別れた子どもの養子縁組が違法に行われて、人身売買にまで発展しており社会問題にもなっている。後にジョリーは、国連難民高等弁務官事務所のオフィシャルサイトで「養子縁組は緊急事態時の対応策として採用されるべきではない。ハイチは地震前に多くの人身売買の問題があったため、子どもたちにより一層の注意が必要だ」と声明を出している。エンターテインメントサイトのpopsugar.comではこのCNNのリポーターの質問について、「これは自然な質問、アンジーは養子をとることを認めている」「的はずれな質問、アンジーの活動から輝きを奪う」と二択で投票を行っているが、「的はずれな質問」に7割以上が投票している。
2010年8月、DesPardes.comによると、10万ドル（約900万円）をパキスタン洪水の被災者支援として寄付していたことが明らかになった。UNHCR（国連難民高等弁務官事務所）親善大使として慈善活動を行っているジョーはパキスタン洪水について「今年の1月にはハイチ地震が起きるなど、たくさんの苦労を抱えた人々がだんだんと増えてきています」と支援の必要性を訴えるコメントを発表している。
2011年1月、『ハリウッド・リポーター』によると、実子シャイロが生まれた国ナミビアにある野生動物保護区にシャイロの名の下に2人が設立したジョリー・ピット財団から200万ドル（約1億6400万円）を寄付していたことが明らかになった。この寄付に関してジョリーは「シャイロには自分が生まれた国に関わりながら育ってほしい。この野生動物保護区のオーナーとは古くからの友人でこのナミビアの土地と野生を保護するために彼らの熱心な仕事ぶりと人々への献身さにずっと感心させられている」と寄付理由に関したコメントを残している。
2011年6月、BANG Media Internationalによると、竜巻の被害にあったミズーリ州南西部の町、ジョプリンに50万ドル（約4,000万円）の寄付したという。2人が設立した「ジョリー・ピット基金」による寄付金は壊滅的な被害を受けて中長期的な支援を必要とする町の再建に充てられるという。ピットは「街の30パーセントが壊滅的な被害に遭い、ジョプリンの街には難題が待ち受けています。僕はこの街の近くで育っているため、住民は仕事熱心で、謙虚、立ち直る力も強いことを知っています」と語り、街の再建の手助けになりたいと言っており、ジョリーも「多くをなくしたジョプリンの方々への思いでいっぱいです」と付け加えた。
2011年8月、BANG Media Internationalによると、ピットとジョリーが設立した財団法人の納税記録が公開され、2人が2009年だけで総額490万ドル（約3億9200万円）を慈善団体に寄付していたことがわかった。その寄付先は195万ドル（約1億5600万円）が両親の働いている家庭の支援団体に、100万ドル（約8,000万円）は国連関連の慈善団体に、70万ドル（約5,600万円）は子どものがん基金に、また48万ドル（約3,840万円）は自然災害に遭った街の復興基金などに使われている。2人の友人は「セレブたちの多くはブラピやアンジーから学ぶことが一つや二つあるはずよ」とその金額の大きさがうがかえるコメントをしている。
2012年10月9日、パキスタンでターリバーンを批判し、女性の権利向上のために活動していた少女マララ・ユサフザイがターリバーンとみられる男たちによる銃撃（後にターリバーンが犯行声明を出した）で重傷を負うという事件が起きると、10月18日、パキスタン、アフガニスタンの少女のために5万ドル（約400万円）を寄付した。寄付金は、パキスタン、アフガニスタンにおける女性教育のために闘った女性、少女を表彰する賞の創設などに使われるという。
2013年6月24日、国連安保理で開かれた紛争下の性暴力問題に関する公開討論で演説を行った。
2013年、人道支援活動を通じた映画界への貢献を讃えられ、アカデミー賞のジーン・ハーショルト友愛賞を同賞史上最年少で受賞した。

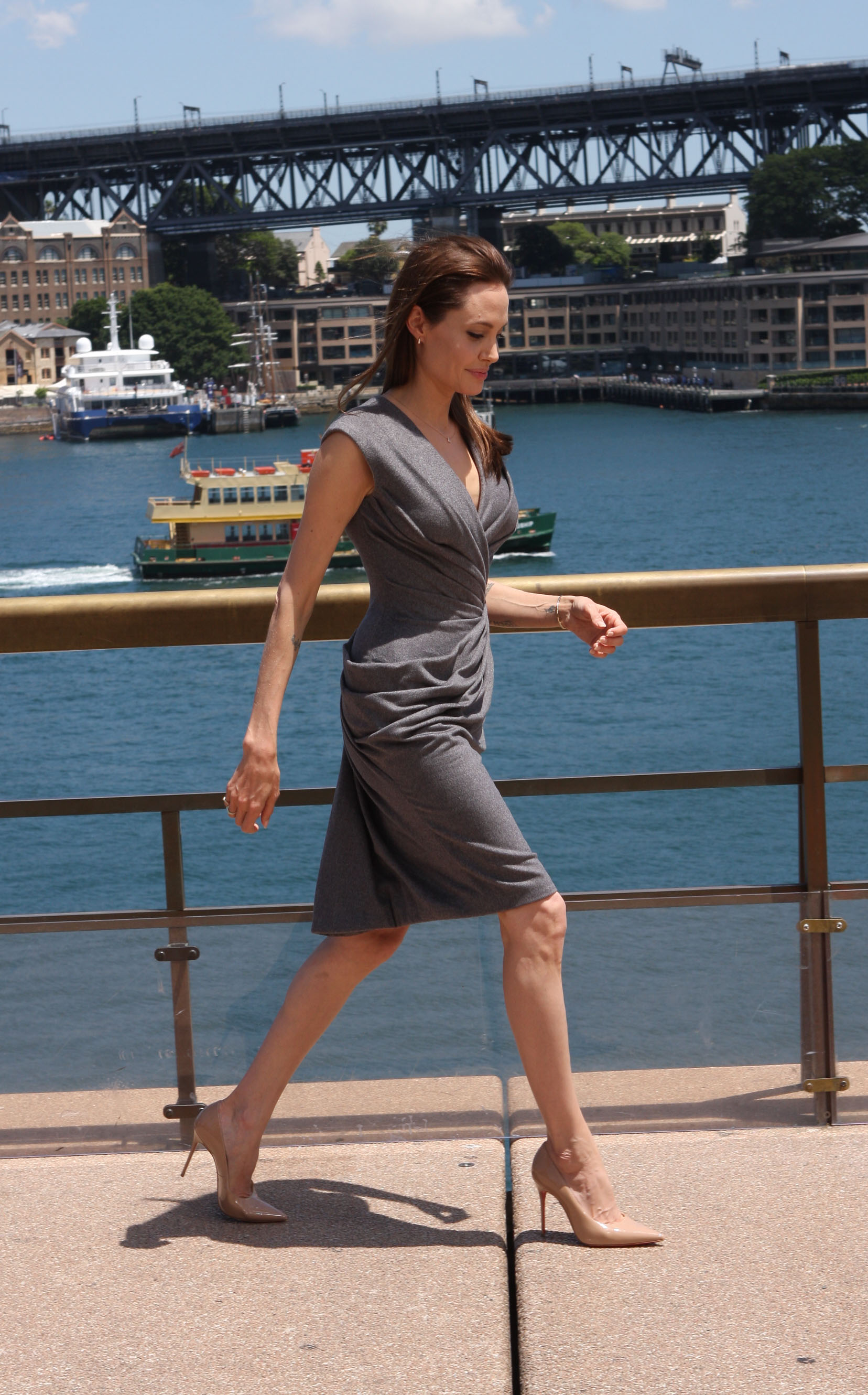
歩くジョリー（2014年）

2014年、英国政府が「名誉デイム（Honorary Dame Grand Cross of the Most Distinguished Order of St. Michael and St. George）」の授与を決定。10月10日、エリザベス女王に夫ピットや子供たちとともに謁見し、称号を授与された。
2015年1月、バチカンで自身の監督作「不屈の男 アンブロークン」の上映後、フランシスコ法王に家族とともに謁見した。
2016年5月23日、イギリスのロンドン・スクール・オブ・エコノミクスの客員教授に就任。人権問題などを学ぶコースの授業を担当。
2022年4月、ロシアによる侵攻が続くウクライナを訪問。リビウの病院や寄宿学校を訪問し、弾道ミサイルの着弾で負傷した子供たちを見舞った。
イロコイ族の母の影響でインディアンの文化を守る活動にも非常に熱心に参加している。自らも映画『ロード・トゥ・ヘブン（True Women）』でインディアン女性役を演じたほか、同じくインディアン・アーティストの活動を支援している。サンテ・スー族インディアンの活動家で詩人でもあるジョン・トルーデル（彼はミシェリーヌ・ベルトランの晩年のパートナーであった）のアルバム『Bone Days』のエグゼクティブ・プロデューサーをつとめた。その後、母親の提案により2005年にはインディアンゆえの差別に苦しみ、その後活動家となりミュージシャンや詩人としても成功した彼の人生を描いたドキュメンタリー映画『Trudell』を製作した。この映画はサンダンス映画祭などにも出品され、高い評価を得た。

## 人物
ジョリーの外見的特徴の一つであり、彼女をセックス・シンボルたらしめている豊かな唇は、シリコンなどで人工的に作られたという疑惑が度々浮上しているが、少女時代のスナップ写真が整形ではない証拠となっている。

### 家族関係
実父のジョン・ヴォイトとは長年に亘り不仲が続いた。これは度重なる不倫により敬愛する母を苦辛させたことからによる。その後、『トゥームレイダー』で父娘共演を果たすなど復縁も噂されたが2002年7月には本名のアンジェリーナ・ジョリー・ヴォイト（Angelina Jolie Voight）から「ヴォイト」を除外する改名を裁判所に申請。ロサンゼルス上級裁判所の判決により承認され同年9月12日付で同一の本名となった。もっとも、脚本家の三宅隆太は第1回ゆうばり国際ファンタスティック映画祭で審査委員長として来日滞在したヴォイトが当時高校生であった娘を連れて来たのと交流を持った体験を著書（『スクリプトドクターの脚本教室・中級編』）に著しており、ある程度の雪解け時期もあったこともうかがわせる。
ヒラリー・クリントンとは遠い親戚にあたる。

### 交際/結婚歴
『サイバーネット』の共演を機に知り合ったジョニー・リー・ミラーと1996年3月に結婚したが、翌年から別居し1999年2月に離婚。
その後『狂っちゃいないぜ』で共演したビリー・ボブ・ソーントンと2000年5月5日に結婚。しかし2002年にジョリーがカンボジアから男児マドックスを養子に迎えてまもなく破局し、2003年5月27日に離婚。

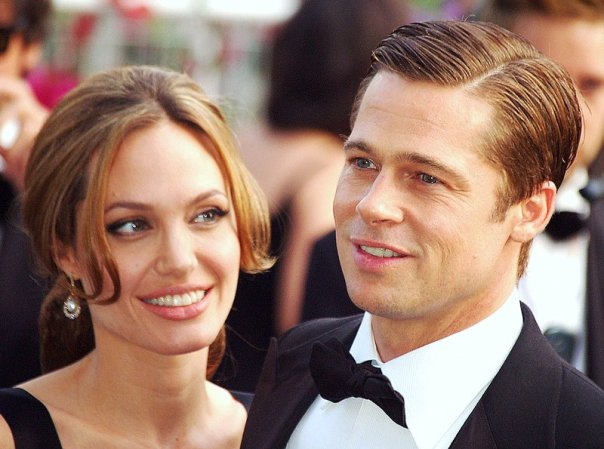
ジョリー&ブラット・ピット (2007年)

2004年5月撮影の『Mr.&Mrs.スミス』でブラッド・ピットと共演。ピットが多忙であった当時の妻ジェニファー・アニストンと家族計画をめぐり不仲になりつつあると噂される一方、ジョリーやジョリーの息子マドックスと撮影現場で親密になっているという見方が浮上する。ジョリーとピットのロマンスのゴシップが消えない中、12月にはピットがテレビインタビューで自らの子供を切望して涙ぐむ場面が放映された。2005年1月7日にピットとアニストンが正式に別離を発表し、3月にアニストンが離婚手続きを申請。このおよそ一ヶ月後から、ジョリーやジョリーの子供と行動を共にするピットの姿がたびたび報じられるようになった。同年8月に離婚手続きが完了して10月2日ピットとアニストンの離婚が正式に成立。11月に初めてジョリーとピットは二人でイベントの席に姿を現し、12月にはピットがジョリーの子供2人の養父となる手続きを申請した。そして2006年1月にジョリーはピットが父親である子供の妊娠を発表。ピットとのパートナー関係を公に認めることとなった。

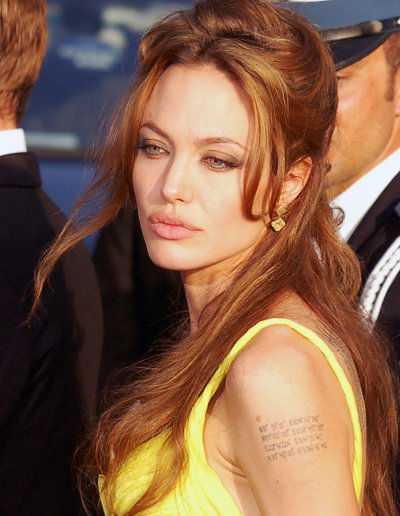
2007年のジョリー

ピットとジョリーの関係は不倫から始まったのではないかという疑惑が絶えなかった中、2008年10月『ニューヨーク・タイムズ』のインタビューで、ピットがアニストンとまだ夫婦だった『Mr.&Mrs. スミス』の撮影中に恋に落ちたと認めて、「子供が、両親が恋に落ちた映画を見るチャンスなんてそうそうないわ。ブラッドに会えるから、撮影現場に行くのが楽しかった」と発言。ジョリーの発言を受けて、アニストンは11月『ヴォーグ誌』のインタビューで初めてジョリーについて言及し「不適切な発言」と非難したが、ピットは12月『ローリングストーン誌』のインタビューで、同映画について聞かれた際に「そりゃあ、6人の子どもを持つことになったのは……あの映画で恋に落ちたからね」と発言し、ジョリーの発言を後押しした。
メディアはピットとジョリーの名前を一つにしてブランジェリーナ（Brangelina）という造語を作った。2008年、ギネス・ワールド・レコーズ社より「ハリウッドで最もパワフルなペア」に認定された。
また、恋多き女性としてメディアに取り上げられてきたが、本人は「これまでの人生の中でセックスした男性は4人だけ。嘘じゃない、そのうちの2人とは結婚したんだから」と主張している。その4人とは現在のパートナーのピット、元夫のミラーとソーントン、名前は明かせないもう1人だという。

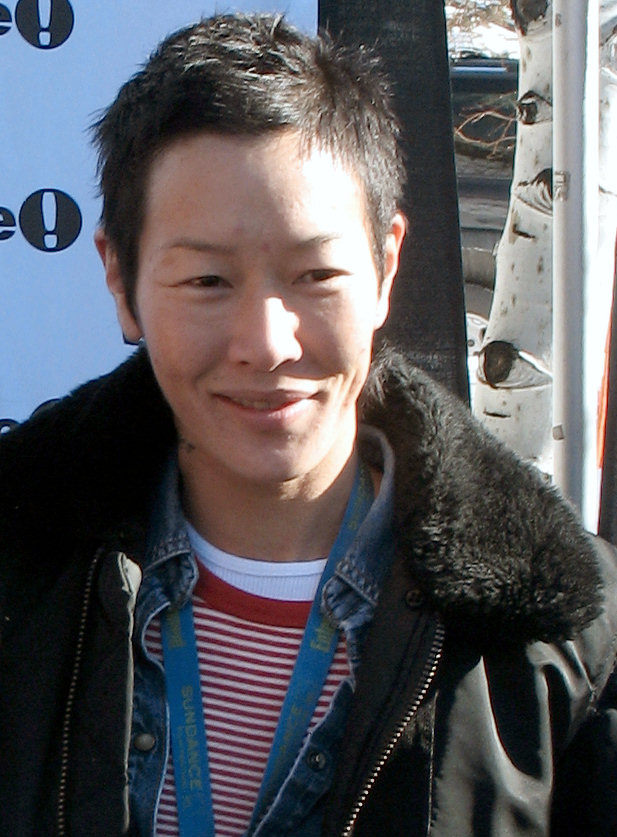
ジェニー・シミズ

2007年には女優・モデルのジェニー・シミズが1990年代初頭にジョリーと同性愛の関係にあったとインタビューで語り世間を賑わせた。ジョリーは過去にシミズとの関係について「もし（当時の）旦那と結婚していなければジェニーと結婚していたわ。彼女を一目見た時から恋に落ちたの。」と語っていた。ジョリーはピットが恋人になってからはSMやレズビアン的な性行動はとらなくなったと語った。
2012年4月13日、ジョリーとピットが交際7年目にして正式に婚約したことをピットの代理人が明らかにした。結婚式の日程などは決めず約2年の婚約期間を経て、2014年8月23日に結婚式を挙げて正式な夫婦となった。家族や友人の総勢20人が参列した式でジョリーはピットとの6人の子供達が描いたイラストが刺繍されたウェディングドレスを身にまとい、ピットがジョリーの母ミシェリーヌ・ベルトランへの献辞を刻むなど家族への愛情を誓うプライベートな式だった。
2016年、ピットとの離婚を申請。2022年にジョリーが離婚のきっかけとなった出来事について、情報公開法に基づきFBIに事件捜査に関する情報の更なる開示を求める訴訟を起こし、この訴訟は2024年に取り下げられたものの、同年には共同で所有していたフランスのワイナリーを巡って長年闘争を続けていた件に関して2025年中に大規模な裁判が始まることが決定するなど長年に渡り泥沼化しており、8年経った2024年に調停が合意され成立した。

### 乳腺切除と遺伝子
2013年5月に掲載された『ニューヨーク・タイムズ』への寄稿文で、ジョリーは乳癌と卵巣癌の発生が高くなるとされる遺伝子「BRCA1」に変異があるとして、乳癌予防のために両乳腺を切除する手術を受けたことを明かした。これは、医者から「乳癌になる可能性の確率が87%」だと診断されたことを受けたもので、ジョリーの母も卵巣癌で早逝（2007年・56歳没）したことも影響しており、乳癌リスクを抑えるためでもあるとしている。この手術の公表は世界的に大きなインパクトを与え、「アンジェリーナ効果（The Angelina Effect）」と呼ばれた。乳がん罹患率が8人に一人というアメリカで、この公表は衝撃をもって受け止められ、予防的手術を受けるべきかという議論を巻き起こした。
この手術の影響は著しく、日本でも乳房予防切除手術の倫理申請を行う動きが出ている。

### 卵巣・卵管切除と改姓
乳腺切除より2年後の2015年3月、ジョリーは『ニューヨーク・タイムズ』に再び寄稿し、卵巣と卵管の切除を公表した。発表より2週間前、毎年受けている定期検査で採取した血液の複数の炎症マーカーの値が上昇しており、初期の卵巣癌の可能性があることを医師に告げられたジョリーは複数の専門医に相談。BRCA1遺伝子変異のリスクだけでなく、母親を含めて3人の近親者が遺伝性の乳癌・卵巣癌で若くして亡くなっている家族歴を考慮し、卵巣と卵管の早期切除を決断した。手術で摘出した組織には腫瘍があったが幸い癌は陰性であり、今後はホルモン療法につとめていくという。
なお、ジョリーはこの寄稿文にアンジェリーナ・ジョリー・ピットと署名。同月に出席したキッズ・チョイス・アワードでもアンジェリーナ・ジョリー・ピットとして登壇した。以降、姓をジョリー・ピットと表記する母国メディアが増えていた。

### タトゥー

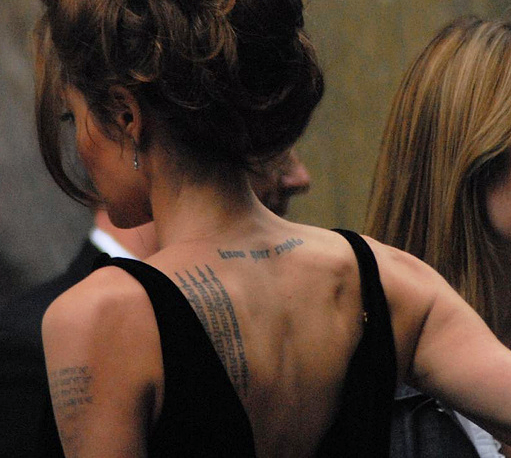
背中のタトゥー

幼少時からタトゥーに親しんでおり背中、腹、腕など、あらゆる箇所に彫り込んでいる。かつては左腕に元夫の名前を彫り込んでいたが離婚と同時にレーザーで消し、現在は子供達全員の出生地とその経度を彫り込んでいる。

### ナイフの収集
ナイフの収集を趣味としているが、14歳の時に交際中の男性とナイフで傷付け合った性的経験を後に語っている。また、前夫のソーントンとは互いの血液の入ったカプセルを身に着けていた。

### ドラッグ
20歳でジョニー・リー・ミラーと結婚した際、ミラーと出会うまではあらゆるドラッグを経験した暗い日々があったことをジョリーが告白したとタブロイド紙『ミラー』で報じられた。

## フィルモグラフィ
※役名の太字表記は主演。

### 映画
| 年   | 題名                                                                          | 役名                   | 備考 | 吹き替え                                        |
| ---- | ----------------------------------------------------------------------------- | ---------------------- | --- | ----------------------------------------------- |
| 1982 | 大狂乱 Lookin' to Get Out                                                     | トッシュ・ワーナー     | 日本劇場未公開 | 鈴木みえ                                        |
| 1993 | サイボーグ2 Cyborg 2                                                          | キャッシュ・リース     | 日本劇場未公開 リニューアルパッケージ版のDVDタイトルは『アンジェリーナ・ジョリー サイボーグII』 |                                                 |
| 1995 | 第一目撃者 Without Evidence                                                   | ジョディ               | 日本劇場未公開 | 熊谷ニーナ                                      |
| 1995 | サイバーネット Hackers                                                        | ケイト・リビー         | 日本劇場未公開 | 緒方恵美                                        |
| 1996 | リアル・ブラッド Mojave Moon                                                  | エレノア               | 日本劇場未公開 | 岡本麻弥                                        |
| 1997 | 不法執刀 Playing God                                                          | クレア                 | 日本劇場未公開 | 山像かおり                                      |
| 1997 | ロード・トゥ・ヘブン True Women                                               | ジョージア             | テレビ映画 | 安藤麻吹                                        |
| 1997 | ジョージ・ウォレス/アラバマの反逆者 George Wallace                            | コーネリア・ウォレス   | テレビ映画 ゴールデングローブ賞助演女優賞（シリーズ・ミニシリーズ・テレビ映画部門）受賞 エミー賞助演女優賞（ミニシリーズ・テレビ映画部門）ノミネート                                                        |                                                 |
| 1998 | ジーア/悲劇のスーパーモデル Gia                                               | ジア・キャランジ       | テレビ映画 ゴールデングローブ賞主演女優賞（ミニシリーズ・テレビ映画部門）受賞 エミー賞主演女優賞（ミニシリーズ・テレビ映画部門）ノミネート 全米映画俳優組合賞主演女優賞受賞（ミニシリーズ・テレビ映画部門） | 本田貴子                                        |
| 1998 | ヘルズキッチン Hell's Kitchen                                                 | グロリア               | 日本劇場未公開 |                                                 |
| 1998 | マイ・ハート、マイ・ラブ Playing by Heart                                     | ジョアン               | | 深見梨加                                        |
| 1999 | 狂っちゃいないぜ Pushing Tin                                                  | マリー                 | 阿部桐子 |                                                 |
| 1999 | ボーン・コレクター The Bone Collector                                         | アメリア・ドナヒー     | 湯屋敦子（ソフト版） 石塚理恵（テレビ朝日版） |                                                 |
| 1999 | 17歳のカルテ Girl, Interrupted                                                | リサ                   | アカデミー助演女優賞受賞 ゴールデングローブ賞 助演女優賞受賞 全米映画俳優組合賞 助演女優賞受賞 | 湯屋敦子                                        |
| 2000 | 60セカンズ Gone in Sixty Seconds                                              | スウェイ               | | 深見梨加（ソフト版） 松本梨香（日本テレビ版）   |
| 2001 | トゥームレイダー Tomb Raider                                                  | ララ・クロフト         | 湯屋敦子（ソフト版） 釈由美子（フジテレビ版） 深見梨加（テレビ朝日版） |                                                 |
| 2001 | ポワゾン Original Sin                                                         | ジュリア               | 菊川怜（ソフト版） 深見梨加（テレビ東京版） |                                                 |
| 2002 | ブロンド・ライフ Life or Something Like it                                    | レイニー               | 石塚理恵 |                                                 |
| 2003 | トゥームレイダー2 Lara Croft Tomb Raider : The Cradle of Life                 | ララ・クロフト         | 湯屋敦子（ソフト版） 深見梨加（テレビ朝日版） |                                                 |
| 2003 | すべては愛のために Beyond Borders                                             | サラ                   | 坪井木の実 |                                                 |
| 2004 | テイキング・ライブス Taking Lives                                             | イリアナ・スコット     | 原千果子（ソフト版） 朴璐美（テレビ朝日版） |                                                 |
| 2004 | シャーク・テイル Shark Tale                                                   | ローラ                 | 声の出演 | 小池栄子                                        |
| 2004 | スカイキャプテン ワールド・オブ・トゥモロー Sky Captain and World of Tomorrow | フランキー・クック     | | 朴璐美                                          |
| 2004 | アレキサンダー Alexander                                                      | オリンピアス           | 塩田朋子 |                                                 |
| 2005 | Mr.&Mrs. スミス Mr. and Mrs. Smith                                            | ジェーン・スミス       | 湯屋敦子（ソフト版） 山田美穂（日本テレビ版） 深見梨加（テレビ朝日版） 安藤麻吹（機内上映版） |                                                 |
| 2006 | グッド・シェパード The Good Shepherd                                          | クローバー             | ベルリン国際映画祭 銀熊賞 (芸術貢献賞)受賞（アンサンブル・キャスト） | 湯屋敦子                                        |
| 2007 | マイティ・ハート/愛と絆 A Mighty Heart                                        | マリアンヌ・パール     | ゴールデングローブ賞 主演女優賞（ドラマ部門）ノミネート 全米映画俳優組合賞 主演女優賞ノミネート | 本田貴子                                        |
| 2007 | ベオウルフ/呪われし勇者 Beowulf                                               | グレンデルの母         | | 深見梨加                                        |
| 2008 | カンフー・パンダ Kung Fu Panda                                                | ティグリス             | 声の出演 | 木村佳乃                                        |
| 2008 | ウォンテッド Wanted                                                           | フォックス             | | 湯屋敦子（劇場公開版） 藤本喜久子（BSテレ東版） |
| 2008 | チェンジリング Changeling                                                     | クリスティン・コリンズ | アカデミー主演女優賞ノミネート ゴールデングローブ賞 主演女優賞（ドラマ部門）ノミネート 英国アカデミー賞 主演女優賞ノミネート                                                                                | 湯屋敦子                                        |
| 2010 | ソルト Salt                                                                   | イヴリン・ソルト       | | 湯屋敦子                                        |
| 2010 | ツーリスト The Tourist                                                        | エリーズ               | ゴールデングローブ賞 主演女優賞（ミュージカル・コメディ部門)ノミネート | 湯屋敦子                                        |
| 2011 | カンフー・パンダ2 Kung Fu Panda 2                                             | マスター・タイガー     | 声の出演 | 木村佳乃                                        |
| 2013 | 最愛の大地 In the Land of Blood and Honey                                     | N/A                    | 監督・脚本・製作 | N/A                                             |
| 2014 | マレフィセント Maleficent                                                     | マレフィセント         | 兼製作総指揮 | 深見梨加                                        |
| 2015 | 白い帽子の女 By the Sea                                                       | ヴァネッサ             | アンジェリーナ・ジョリー・ピット名義 兼監督・脚本・製作 | 湯屋敦子                                        |
| 2016 | 不屈の男 アンブロークン Unbroken                                              | N/A                    | 監督 | N/A                                             |
| 2016 | カンフー・パンダ3 Kung Fu Panda 3                                             | マスター・タイガー     | 声の出演 | 本田貴子                                        |
| 2017 | 最初に父が殺された First They Killed My Father                                | N/A                    | 監督・脚本・製作 | N/A                                             |
| 2019 | マレフィセント2 Maleficent: Mistress of Evil                                  | マレフィセント         | 兼製作 | 深見梨加                                        |
| 2020 | アリス&ピーター・パン はじまりの物語 Come Away                                | ローズ・リトルトン     | 日本劇場未公開 | （吹き替え版なし）                              |
| 2020 | ゴリラのアイヴァン The One and Only Ivan                                      | ステラ                 | 声の出演 兼製作 | 深見梨加                                        |
| 2021 | モンタナの目撃者 Those Who Wish Me Dead                                       | ハンナ・フェイバー     | | 本田貴子                                        |
| 2021 | エターナルズ Eternals                                                         | セナ                   | 深見梨加 |                                                 |
| 2024 | Maria                                                                         | マリア・カラス         | Netflixオリジナル映画 |                                                 |
| TBA  | Couture                                                                       | TBA                    | ポストプロダクション |                                                 |
| TBA  | The Initiativ                                                                 | TBA                    | |                                                 |

### テレビシリーズ
| 年   | 題名                                            | 役名               | 備考                      | 吹き替え |
| ---- | ----------------------------------------------- | ------------------ | ------------------------- | -------- |
| 2010 | カンフー・パンダ ホリデイ Kung Fu Panda Holiday | マスター・タイガー | 声の出演 テレビスペシャル | 不明     |

### CM
- INTEGRATE （資生堂、2007年9月 - ）

## 著書
- アンジェリーナ・ジョリー 思いは国境を越えて（中西絵津子訳 産業編集センター 2003年 ISBN 4916199561）

## 関連書籍
- アンジェリーナ・ジョリー 彼女のカルテ（ブルース・インターアクションズ、2008年）

## 主な受賞
- アカデミー賞
  - 1999年度 助演女優賞 『17歳のカルテ』
  - 2013年度 ジーン・ハーショルト友愛賞
- ゴールデングローブ賞
  - 1999年度 助演女優賞 『17歳のカルテ』
- 全米映画批評家協会賞
  - 1999年度 新人賞 『17歳のカルテ』
- 全米映画俳優組合賞
  - 1999年度賞 助演女優賞『17歳のカルテ』
- ベルリン国際映画祭
  - 2006年度第57回ベルリン国際映画祭 銀熊賞 (芸術貢献賞)『グッド・シェパード』（出演者たちの演技に対して）
- MTVムービー・アワード
  - 2006年度 格闘シーン賞 『Mr. and Mrs.スミス』（ブラッド・ピットと共に）

## 日本語吹き替え
主に担当しているのは、以下の二人である。
湯屋敦子
『ボーン・コレクター』（ソフト版）で初担当。以降、多くの作品で吹き替えを担当し、ジョリーの専属（フィックス）として定着した。
深見梨加
『マイ・ハート、マイ・ラブ』で初担当。湯屋と並んで多くの作品を吹き替えている。
深見はジョリーの魅力について「実年齢以上の、非常に大人な感性を持ちつつ、キュートでかつ色っぽい。」と語っており、演じるにあたっては「ものすごい雰囲気のある女優さんなので、その雰囲気に負けないよう、闘ってます。しっかりお芝居しないと負けてしまうので」と考えていると明かした。
この他にも、本田貴子、石塚理恵、朴璐美、安藤麻吹なども声を当てている。

## 関連文献
- Angelina Jolie, UNHCR Goodwill Ambassador（英語）
- Angelina Jolie's Refugee Journals（英語）
- Brad Pitt and Angelina Jolie Profile（英語）
- Baby girl born at Welwitschia Clinic in Walvis Bay, Namibia（英語）
- Angelina & Brad Have a Girl!, born at The Cottage Hospital, Swakopmund, Namibia（英語）
- WCBS-TV report on official Baby ' Brangelina' Images（英語）